# Municipio de Johnston (Misuri)
El municipio de Johnston (en inglés: Johnston Township) es un municipio ubicado en el condado de Macon en el estado estadounidense de Misuri. En el año 2010 tenía una población de 40 habitantes y una densidad poblacional de 0,9 personas por km².

## Geografía
El municipio de Johnston se encuentra ubicado en las coordenadas 39°59′45″N 92°21′57″O / 39.99583, -92.36583. Según la Oficina del Censo de los Estados Unidos, el municipio tiene una superficie total de 44.44 km², de la cual 44,32 km² corresponden a tierra firme y (0,27 %) 0,12 km² es agua.

## Demografía
Según el censo de 2010, había 40 personas residiendo en el municipio de Johnston. La densidad de población era de 0,9 hab./km². De los 40 habitantes, el municipio de Johnston estaba compuesto por el 97,5 % blancos, el 2,5 % eran asiáticos. Del total de la población el 0 % eran hispanos o latinos de cualquier raza.